# Николчовци (област Габрово)
Вижте пояснителната страница за други населени места с името Николчовци.
За другото българско село с име Николчовци вижте Николчовци (Област Велико Търново).
Никòлчовци е село в Северна България, община Габрово, област Габрово.

## География
Село Николчовци се намира на около 7 km западно от центъра на град Габрово и 19 km югоизточно от град Севлиево. Разположено е в североизточните подножия на Черновръшкия рид, в непосредствено съседство със село Пейовци от изток. Надморската височина в селото нараства от около 400 m в северния му край до около 450 m в южния.
До село Николчовци води общински път, който е южно отклонение при село Поповци от второкласния републикански път II-44 (Севлиево – Габрово), минаващо през селата Гергини, Гарван и Пейовци до Николчовци.
Населението на село Николчовци, наброявало 147 души при преброяването към 1934 г., намалява до 35 към 1985 г. и към 2019 г. наброява (по текущата демографска статистика за населението) 39 души.

## История
През 1995 г. дотогавашното населено място колиби Николчовци придобива статута на село..

## Население
Преброяване на населението през 2011 г.
Численост и дял на етническите групи според преброяването на населението през 2011 г.:
|                     | Численост | Дял (в %) |
| Общо                | 47        | 100,00    |
| Българи             | 45        | 95,74     |
| Турци               | 0         | 0,00      |
| Цигани              | 0         | 0,00      |
| Други               | 0         | 0,00      |
| Не се самоопределят | 0         | 0,00      |
| Неотговорили        | 0         | 0,00      |